# 粟野健翔
粟野 健翔（あわの けんと、2001年1月5日 - ）は、山形県出身のプロサッカー選手。Jリーグ・福島ユナイテッドFC所属。ポジションはミッドフィールダー。

## 略歴
ベガルタ仙台のアカデミー出身。ユースチームに所属していた2018年4月、2種登録選手としてトップチームに登録された。しかしトップチームに正式昇格することはできず、仙台大学に進学。
2022年4月8日、2023年からの福島ユナイテッドFC加入内定、並びに特別指定選手認定が発表された。4月29日、J3リーグ第7節の愛媛FC戦でスタメン出場し、Jリーグデビューを飾った。

## 所属クラブ
- 西一サッカー少年団（上山市立東小学校）
- S.F.C.ジェラーレ
- ベガルタ仙台ジュニアユース（山形市立第十中学校）
- ベガルタ仙台ユース（明成高等学校）
  - 2018年  ベガルタ仙台（2種登録選手）
- 2019年 - 2022年 仙台大学
  - 2022年4月 - 同年12月  福島ユナイテッドFC（特別指定選手）
- 2023年 -  福島ユナイテッドFC

## 個人成績
| 国内大会個人成績 | 国内大会個人成績 | 国内大会個人成績 | 国内大会個人成績 | 国内大会個人成績 | 国内大会個人成績 | 国内大会個人成績 | 国内大会個人成績 | 国内大会個人成績 | 国内大会個人成績 | 国内大会個人成績 | 国内大会個人成績 |
| 年度             | クラブ           | 背番号           | リーグ           | リーグ戦         | リーグ戦         | リーグ杯         | リーグ杯         | オープン杯       | オープン杯       | 期間通算         | 期間通算         |
| 年度             | クラブ           | 背番号           | リーグ           | 出場             | 得点             | 出場             | 得点             | 出場             | 得点             | 出場             | 得点             |
| 日本             | 日本             | 日本             | 日本             | リーグ戦         | リーグ戦         | リーグ杯         | リーグ杯         | 天皇杯           | 天皇杯           | 期間通算         | 期間通算         |
| ---------------- | ---------------- | ---------------- | ---------------- | ---------------- | ---------------- | ---------------- | ---------------- | ---------------- | ---------------- | ---------------- | ---------------- |
| 2022             | 福島             | 38               | J3               | 10               | 0                | -                | -                | -                | -                | 10               | 0                |
| 2023             | 福島             | 38               | J3               | 3                | 0                | -                | -                | 0                | 0                | 3                | 0                |
| 2024             | 福島             | 38               | J3               | 5                | 0                | 0                | 0                | 1                | 1                | 6                | 1                |
| 2025             | 福島             | 38               | J3               |                  |                  |                  |                  |                  |                  |                  |                  |
| 通算             | 日本             | 日本             | J3               | 18               | 0                | 0                | 0                | 1                | 1                | 19               | 1                |
| 総通算           | 総通算           | 総通算           | 総通算           | 18               | 0                | 0                | 0                | 1                | 1                | 19               | 1                |

- 2018年は2種登録選手、2022年は特別指定選手。2018年は2種登録選手としての公式戦出場無し。

出場歴
- Jリーグ初出場：2022年4月29日 J3第7節 愛媛FC戦（ニンジニアスタジアム）

## 選抜・代表歴
- 2014年 U-14日本選抜[4]
- 2015年 U-15日本代表[5]
- 2016年 U-16日本代表[6]
- 2017年 国体少年男子・宮城県代表[7]
- 2022年 デンソーカップサッカー東北選抜[8]